# Loukas Mavrokefalidis
Loukas Mavrokefalidis (griechisch Λουκάς Μαυροκεφαλίδης, * 25. Juli 1984 in Jeseník, Tschechoslowakei) ist ein griechischer Basketballspieler.

## Karriere
Seine Profikarriere begann Mavrokefalidis 2001 bei PAOK Thessaloniki, bei denen er für fünf Jahre unter Vertrag stand. 2006 wurde er im Rahmen der NBA-Drafts von den Minnesota Timberwolves an 57. Stelle ausgewählt.  Nach Stationen in Italien, wo er mit Virtus Roma erstmals in der EuroLeague spielte, und Spanien (Valencia BC) wechselte er 2007 zu Olympiakos Piräus, wo er mit Ausnahme der Saison 2008/2009 bis 2011 unter Vertrag stand. Mit Piräus erreichte Mavrokefalidis stets die Vize-Meisterschaft und konnte 2010 und 2011 den griechischen Pokalwettbewerb gewinnen. Zwischen 2011 und 2013 stand er beim russischen Verein Spartak Sankt Petersburg unter Vertrag, mit dem er im ULEB Eurocup spielte. Zwischen 2013 und 2015 spielte Mavrokefalidis beim griechischen Verein Panathinaikos Athen. Mit diesem gewann er neben einer Meisterschaft auch zwei Mal den griechischen Pokal. Innerhalb Athens wechselte er dann zur Saison 2015/16 zum AEK, mit denen er auch wieder am Eurocup teilnahm. Bei der Partie gegen Krasny Oktjabr Wolgograd am 14. Oktober 2015, die der AEK mit 94:96 verloren hatte, lieferte Mavrokefalidis mit 42 Punkten Karrierebestwert auf internationalem Parkett. Die Hauptrunde der Basket League hatte der Center mit 377 Punkten als Top Scorer der Liga abgeschlossen. Über die ganze Saison kam er bei 32 eingesetzten Spielen auf 13,94 Punkte und 6,44 Rebounds je Spiel.
Im Sommer 2016 ließ er wegen Unstimmigkeiten mit der Vereinsführung seinen Vertrag beim AEK wieder auflösen. Offiziell hatte er sich aus persönlichen Gründen zurückgezogen. Nach einer auskurierten Verletzung wechselte er im Dezember 2016 nach China in den laufenden Spielbetrieb und unterschrieb bei Qingdao DoubleStar. Dort zählte er schnell zu den Leistungsträger seiner Mannschaft. Anfang Februar 2017 wurde bekanntgegeben, dass Mavrokefalidis zurück zum AEK wechseln werde, sobald sein Engagement in China beendet sei. Da Qingdao die Playoffs um die Chinesische Meisterschaft nicht erreicht hatte, konnte am 20. Februar 2017 seine offizielle Rückkehr nach Athen bestätigt werden. In 20 absolvierten Spielen für Qingdao zählte Mavrokefalidis insgesamt 400 Punkte. Neun Spiele hatte er mit einem double-double beendet. Im Sommer 2017 ließ er den AEK erneut hinter sich um sich für die Saison 2017/18 vom litauischen Klub BC Lietuvos rytas unter Vertrag nehmen zu lassen.

## Nationalmannschaft
Mit der griechischen Nationalmannschaft gewann Mavrokefalidis 2006 den Stanković Cup. Mit den Junioren konnte er bei den U19- bzw. U21-Weltmeisterschaften die Bronze- bzw. Silbermedaille gewinnen.

## Erfolge
- Griechischer Meister: 2014
- Griechischer Pokalsieger: 2010, 2011, 2014, 2015
- Stanković Cup: 2006
- Bronzemedaille bei der U19-Weltmeisterschaft: 2003
- Silbermedaille bei der U21-Weltmeisterschaft: 2005

## Auszeichnungen
- MVP des griechischen Pokalfinals: 2015
- All-Eurocup Second Team: 2013
- Teilnahmen am griechischen All Star Game: 2006, 2009, 2010, 2011, 2014
- Teilnahmen an Europameisterschaften: 2013
- Teilnahmen an der U19-Weltmeisterschaft: 2003
- Teilnahmen an der U20-Europameisterschaft: 2004
- Teilnahmen an der U21-Weltmeisterschaft: 2005
- Teilnahme am Akropolis-Turnier: 2006, 2013